# El Galpón (Argentina)
El Galpón es una localidad del Noroeste argentino de Argentina, en la provincia de Salta, en el departamento Metán, y se encuentra a 160 km de la ciudad de Salta, capital de la provincia.

## Ubicación
Ubicado en la vera de la ruta nacional N°16, en el km 679, una ruta que nace con su km 0 en el puente General Manuel Belgrano que es un viaducto sobre la Ruta Nacional 16 en el tramo argentino del río Paraná, que une las ciudades de Resistencia (en la provincia del Chaco) y Corrientes, y termina desembocando a los 709 km en la ruta nacional RN 9 y RN 34, que desde Rosario (Santa Fe) llega hasta el límite con Bolivia y del Ferrocarril General Belgrano, cuya red troncal y ramales la conectan con el sur boliviano, con el norte chileno y con el Puerto Barranqueras (Chaco) sobre el Río Paraná, hacia el este.

## Población
Contaba con 8 765 habitantes (Indec, 2010), lo que representa un incremento del 35% frente a los 5 836 habitantes (Indec, 2001) del censo anterior.

## Festejos
- 24 de julio se festeja a San Francisco Solano, Patrono local.
- 16 de mayo: aniversario de creación del municipio. El mismo fue creado en el año 1899.

## Historia

### Toponimia
El nombre original ”Los Galpones”, estaba dado por la existencia de almacenes que servían para acopiar la producción de las reducciones de la zona, para luego ser comercializada en el Paraguay. Posteriormente se singulariza el nombre, pasando a llamarse El Galpón.Se lo atribuye a la existencia de antiguos depósitos destinados al almacenamiento de los productos regionales, especialmente de los provenientes de la Reducción de San Esteban de Miraflores que eran comercializados en el Chaco y en el Paraguay.

## Geografía
El Galpón es un activo centro agrícola-ganadero: poroto, maíz, soja. Se halla en una planicie con cerros sobre el Valle de Metán, entre suaves lomadas y elevaciones montañosas de regular altura como el Divisadero, Curu-Curu y las Sierras Coloradas. 

### Río Juramento a la altura de El Galpón
El Río Pasaje o Juramento, recorre gran parte del territorio galponense sirviendo a su vez de límite con el Departamento Anta.
Con clima subtropical, de veranos calurosos e inviernos secos, la flora y la fauna es variada y su suelo fértil ha permitido el desarrollo de la producción agrícola y de la ganadería.
Históricamente, el “Camino de las Carretas”, pasaba por la zona, ya que en este lugar se encontraba la ciudad de Nueva Madrid de las Juntas, el segundo emplazamiento de Esteco.
En el Cerro Colorado se dice que los jesuitas escondieron un tesoro, lo que dio lugar a la leyenda del Curu-Curu, que sería el sitio donde supuestamente se encontraría el mismo.
El Galpón cuenta con la protección de San Francisco Solano, quien recorrió estas tierras evangelizando a la nación tonocotés, de quien aprendió su lengua y a quienes deleitaba con los suaves acordes del violín.
Hoy El Galpón, es un pueblo pintoresco de calles tranquilas, donde se yergue enfrente de la plaza principal la Iglesia de San Francisco Solano de características neocolonial.

### Parroquia San Francisco Solano
Erigida en agosto de 1864, la iglesia San Francisco Solano es el referente más importante del patrimonio arquitectónico e histórico de esta localidad. En su templo se rendía primitivamente culto a San Isidro Labrador, luego las misiones Franciscanas le asignaron como patrono a San Francisco de Asís, y finalmente, al crearse la nueva parroquia en el año 1945 con sede en este pueblo se cambió la titularidad por la de San Francisco Solano, en mérito a la donación de una artística imagen tallada en madera, realizada por una familia vecina, para rememorar las andanzas apostólicas del Santo por esas regiones, cuya festividad se celebra el 24 de julio.

## Personalidades
- Cuna del prestigioso folclorista Eduardo Falú, de Abel Mónico Saravia, del escritor Fernando Figueroa, de la laboriosa maestra María Teresa Figueroa, que trabajó con el Pbro. Dante Camacci, para la fundación de la escuela Canónigo Lorenzo Arias Valdez, en la que fue la primera Directora, y del colegio San Francisco Solano.

## Otros sitios de interés
- Asentamiento mataco
- Termas del Paraje Aguas calientes
- Pinturas rupestres del Cerro Colorado
- Ruinas jesuíticas
- Ruinas de Esteco

## Sismicidad
La sismicidad del área de Salta es frecuente y de intensidad baja, y un silencio sísmico de terremotos medios a graves cada 40 años
El 17 de octubre de 2015, se produjo un terremoto a 18 km de la ciudad de El Galpón. Con una magnitud de 5,9 en la Escala Ritcher, a las 8:33 (UTC-3) con una víctima de 94 años y decenas de heridos. Se sintió en varias provincias como Tucumán, Salta, Jujuy y Santiago del Estero.